# Balanops balansae
Balanops balansae là một loài thực vật thuộc họ Balanopaceae. Đây là loài đặc hữu của New Caledonia.